# Acidosom
Acidosomen sind von einer einfachen Membran begrenzte Zellorganellen in eukaryotischen Zellen, die durch ihren sauren Inhalt charakterisiert sind. Sie wurden zuerst für das Pantoffeltierchen Paramecium multimicronucleatum beschrieben, in der Folge aber auch in weiteren Paramecium-Arten gefunden und kommen möglicherweise auch in anderen Wimpertierchen (Ciliophora, Ciliata) vor. Acidosomen wurden auch für den Schleimpilz Dictyostelium discoideum beschrieben, ob diese zu den Organellen aus Paramecium homolog sind, ist allerdings ungeklärt.

## Funktion und Biogenese beiParamecium
Bei der Aufnahme von extrazellulärem Material bildet sich bei Paramecium am Zellmund (Cytostom) eine Verdauungsvakuole Phagosom, in deren Nähe sich mehrere Acidosomen ansammeln. Nach der Abtrennung des Phagosoms und während dessen Wanderung zum hinteren Zellpol fusionieren die Acidosomen mit diesem und säuern es auf diese Weise an, so dass dort der pH-Wert von 7 auf 3 absinkt. Danach können die angesäuerten Phagosomen mit Lysosomen fusionieren, die die zur Verdauung des aufgenommenen Materials benötigten säureabhängigen Hydrolasen beisteuern. 
Acidosomen werden in Paramecium am trans-Golgi-Netzwerk als Präacidosomen gebildet, die dann durch die Fusion mit weiteren Vesikeln reifen.

## Acidosomen inDictyostelium discoideum
Die in Dictyostelium gefundenen und als Acidosomen bezeichneten Organellen sind durch einen hohen Gehalt an V-ATPase gekennzeichnet, die wahrscheinlich eine Ansäuerung der Organellen bewerkstelligt. Es wird eine ähnliche Biogenese und Funktion wie für die Acidosomen von Paramecium vermutet.

## Nachweise
1. 1 2  Richard D. Allen, Le Ma, Agnes K. Fok: Acidosomes: recipients of multiple sources of membrane and cargo during development and maturation. In: Journal of Cell Science. Band 106, 1993, S. 411–422 (englisch, biologists.org [PDF]).
2. ↑  Kathleen V. Nolta, Harish Padh, Theodore L. Stecks: Acidosomes from Dictyostelium - Initial biochemical characterization. In: The journal of Biological Chemistry. Band 266, Nr. 27, 1991, S. 18318–18323 (englisch, jbc.org [PDF]).